# F-01J
ドコモ スマートフォン arrows NX F-01J（ドコモ スマートフォン アローズ エヌエックス エフゼロイチジェイ）は、富士通コネクテッドテクノロジーズによって開発された、NTTドコモの第3.9世代移動通信システム（Xi）・第3世代移動通信システム（FOMA）対応端末である。ドコモ スマートフォン（第2期）のひとつ。ミッドレンジに属する。

## 概要
F-02Hの後継機種で、arrowsシリーズでは約1年ぶりのarrows NXとなる。
先代機種に引き続き耐衝撃性能を搭載しているが、今回は新たに外周のサイドと上部に7000番台の高硬度アルミニウム合金を装備しており、ハードアルマイト加工を施すとともに、内部はステンレスホルダとステンレスフレームを追加した富士通独自の「SOLID SHIELD」構造となっている。これによって、1.5mの高さから26方向でコンクリートに落下させても画面が割れにくくなっている。なお、背面は樹脂素材となっているが、ハイパーダイヤモンドタフコート塗装が施されている。
虹彩認証は従来の機種と比べて受光能力が高まっており、明るい場所や揺れている場所での認証精度が向上している。
また、音響面ではオンキヨーが監修に関わっており、ノイズや歪みの少ないサウンドを実現している。
キャッチコピーは「ドコモスマホで最も厳しい水準の落下試験をクリア。画面割れに強く、快適な使い心地。」。
NTTドコモ歴代のarrowsシリーズに搭載されている機能、FMトランスミッターはこの機種が最後となった。

## 主な機能
| 主な対応サービス                                                           | 主な対応サービス                                      | 主な対応サービス                     | 主な対応サービス                                                  |
| -------------------------------------------------------------------------- | ----------------------------------------------------- | ------------------------------------ | ----------------------------------------------------------------- |
| タッチパネル/加速度センサー                                                | PREMIUM 4G/Xi/FOMAハイスピード/VoLTE                  | Bluetooth                            | dカード/おサイフケータイ/NFC/かざしてリンク/赤外線/トルカ         |
| ワンセグ/フルセグ                                                          | メロディコール                                        | テザリング                           | WiFi IEEE802.11a/b/g/n/ac                                         |
| GPS                                                                        | ドコモメール/電話帳バックアップ                       | デコメール/デコメ絵文字/デコメアニメ | iチャネル                                                         |
| エリアメール/ソフトウェアアップデート自動更新/生体認証 (指紋／虹彩)/スグ電 | デジタルオーディオプレーヤー(WMA・MP3他)/ハイレゾ音源 | GSM/3Gローミング(WORLD WING)         | フルブラウザ/Flash Player                                         |
| Google Play/dメニュー/dマーケット                                          | Gmail/Google Talk/YouTube/Picasa                      | バーコードリーダ/名刺リーダ          | ドコモ地図ナビ/ドコモ ドライブネット/Google Maps/ストリートビュー |

## 歴史
- 2016年10月19日 - NTTドコモより公式発表。

<アップデート・不具合など>
ここでは主なアップデートのみを掲載する。
- 2017年6月22日   - Android 7.1.1へのOSバージョンアップを含むソフトウェア更新。
  - マルチウィンドウの追加 1つの画面で2つのアプリを同時に使えるようになる。
  - 通知エリアから直接返信が可能となる。
  - 省電力機能の強化 Android 6.0に追加された消費電力を最適化する機能が強化され、スマートフォンを使用していないときの消費電力を低減する。設定は不要。
  - スグ電（音声終話機能）対応 通話中の言葉を認識し、終話の合図（「じゃあね」「失礼します」「バイバイ」など）の後、耳から端末を離すと自動で通話を切断できる新機能に対応。設定およびスグ電アプリの更新が必要。
  - パネルスイッチの強化 パネルスイッチに表示する設定項目を編集可能。
  - 改善される事象
    - ビデオコール時、「自画像を非表示」の設定が正常に動作しない場合がある。

※上記以外にも、より快適に利用するためのアップデートや一部仕様および表示変更などが含まれる。
- 2018年8月21日   - Android 8.1.0へのOSバージョンアップを含むソフトウェア更新。
  - Dolby Audioの簡単設定変更
    - パネルスイッチにモード表示と切替が追加され、モード表示をタップすることで簡単にモード切替を行うことができるようになった他、グラフィックイコライザーのUIが10分割に。ウィジェットは非対応へ。

  - Bluetooth接続機器のバッテリー残量表示
    - 接続されたBluetoothデバイスのバッテリー残量が表示できるようになった。

  - Wi-Fiアクセスポイントの簡単設定
    - パネルスイッチから接続先アクセスポイントを簡単に切り替えられるようになった。また、接続したアクセスポイント名の確認もできるように。

  - アイコンバッジ対応
    - ホーム画面上のアプリアイコンにバッジ(●)を付与し、通知があることをお知らせする機能に対応。また、通知バッジのあるアプリアイコンを長押しすると、通知の内容が確認できるようになった。

  - マルチウィンドウ利用中の使いやすさ改善
    - マルチウィンドウ利用中にホームアプリも利用できるようになった他、マルチウィンドウ利用中にホームボタンを押すと、マルチウィンドウの上画面に表示されていたものが上部に小さく表示され、ホームやアプリ一覧が見やすく、使いやすい大きさに自動調整される。

  - PIP(ピクチャ・イン・ピクチャ)対応
    - ピクチャ・イン・ピクチャ機能に対応し、ホーム画面などを見ながら、同時にナビなどを小窓(ピクチャ・イン・ピクチャ)で見ることができるようになった。ただし、テレビアプリのピクチャ・イン・ピクチャには非対応。

  - スマートテキスト選択機能
    - 長押しで選択したテキスト(文字)にあわせて、その後の用途をOSが自動判断し、テキスト選択時に表示されるツールバーから利用アプリをすぐに起動することができるようになった。

  - 新しくなった「設定」画面
    - 設定画面の上部に検索バーを設け、設定メニュー内の検索の入口が目立つようになった。

  - 改善される事象
    - ビデオコール終話後、まれにカメラが起動できなくなる場合がある不具合を改善。
    - セキュリティ更新（設定メニューのセキュリティパッチレベルが2018年7月に）
    - 上記以外にも、より快適にご利用いただくためのアップデートや一部仕様および表示変更などが含まれる。